# Calar Alto Legacy Integral Field Area

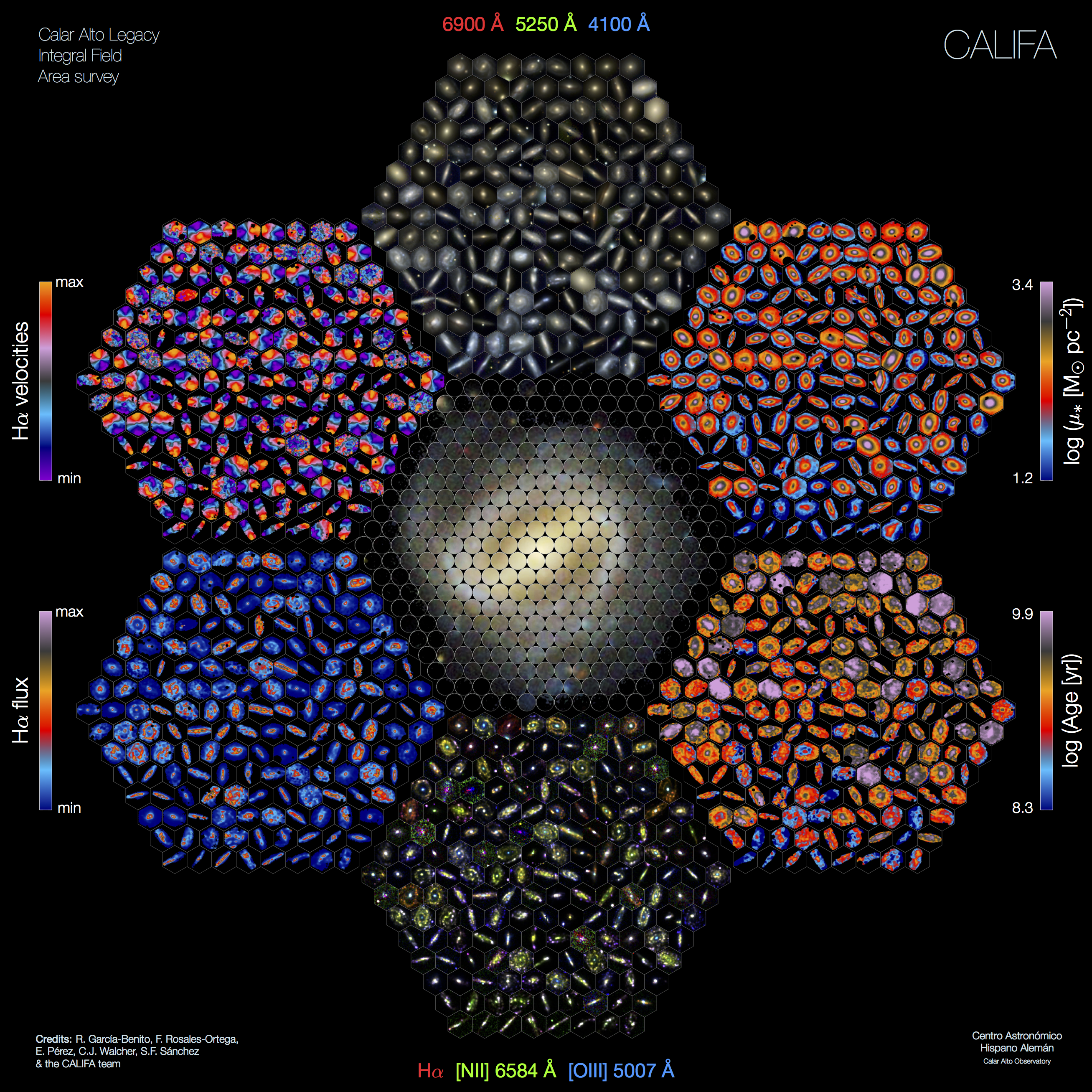
Un composito di pannelli raffiguranti le mappe di alcune caratteristiche delle galassie osservate da CALIFA.

Il CALIFA Survey (Calar Alto Legacy Integral Field Area) è un progetto di ricerca astronomica finalizzato alla mappatura di oltre 600 galassie con l'aiuto della spettroscopia a campo integrale. Questo tipo di spettroscopia è caratterizzata da una segmentazione dell'immagine da cui si arriva a comporre una matrice di dati nella quale sono rappresentate le dimensioni spaziali e spettrali dell'oggetto. Tale matrice si presenta come un cubo tridimensionale (o datacube) di dimensioni x, y e λ (lunghezza d'onda) e permette di compiere ampi studi su galassie, nebulose, gas e cinematica stellare.
Il CALIFA Survey fornirà la più ampia ricerca IFU delle galassie effettuata fino ad oggi, consentendo di: estendere la classificazione cinematica delle galassie sull'intera sequenza di Hubble tramite un set di dati omogeneo; studiare il mezzo interstellare di intere galassie, fornendo importanti informazioni su nuclei galattici attivi e formazione stellare; studiare insiemi di stelle in periferia delle galassie permettendo di valutare l'importanza della formazione stellare rispetto alla migrazione orbitale; fornire accurate correzioni di apertura per le osservazioni a fibra singola, come lo Sloan Digital Sky Survey; studiare età e metallicità delle stelle per scaturire i meccanismi di formazione delle galassie precoci e tardivi.

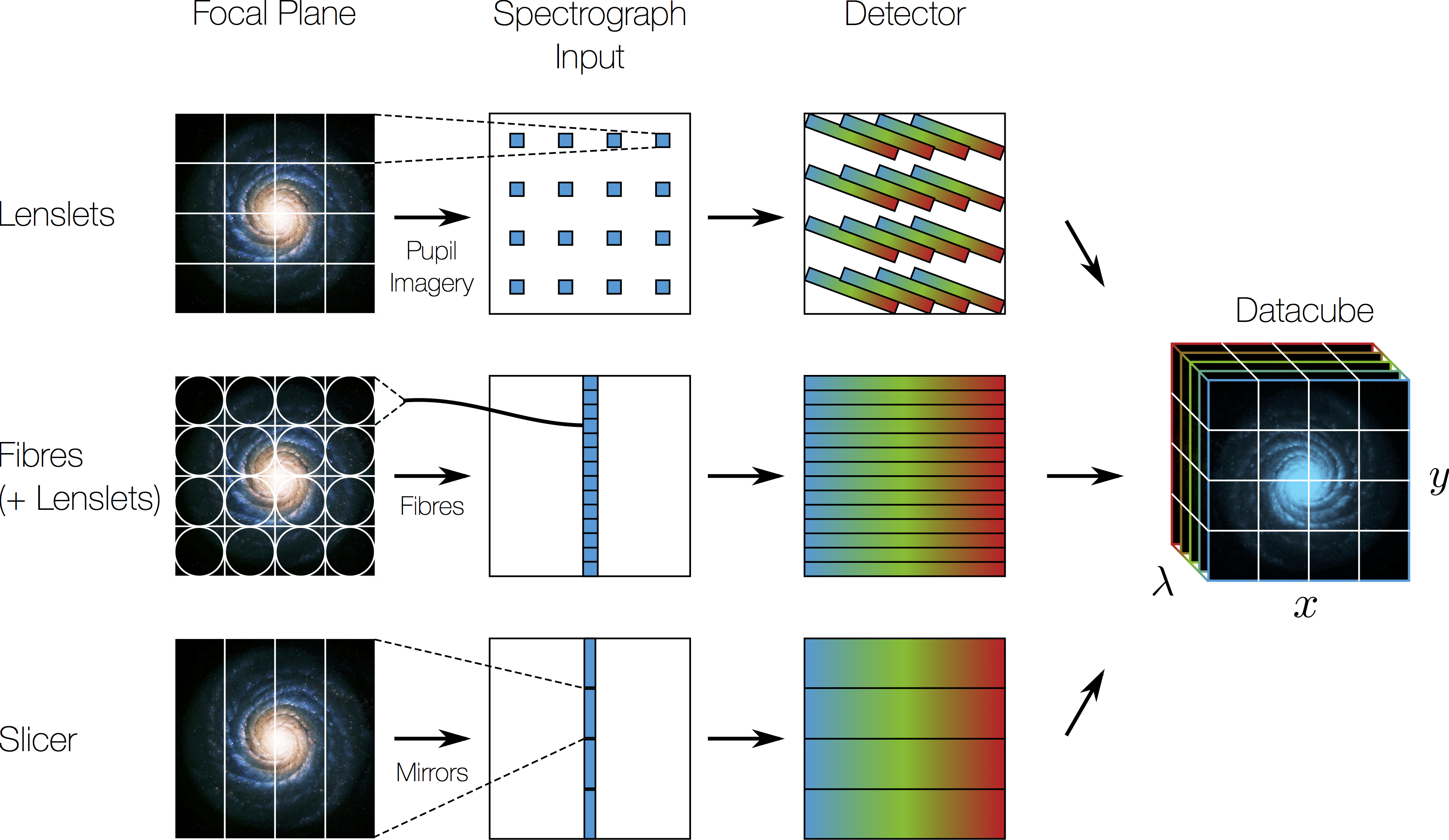
I tre 3 metodi di campionamento dell'immagine mediante IFU: a matrici di microlenti, fasci di fibre ottiche e slicer

Le osservazioni sono iniziate nell'estate 2010 e si svolgono dall'osservatorio di Calar Alto, in Spagna, con il telescopio di 3,5 m. Le basi della ricerca sono: scaturire la popolazione stellare in età e metallicità; definire la distribuzione di gas ionizzato e stimare l'abbondanza chimica per lo stato gassoso; misurare le proprietà cinematiche dalle linee di emissione e di assorbimento; creare mappe in tutte le misure che coprano l'intera estensione luminosa delle galassie in esame, come mai fatto in precedenza. Gli oggetti delle osservazioni vengono selezionati dal catalogo dello SDSS e si sfruttano le capacità offerte dallo strumento PMAS/PPAK (un campo visivo di oltre 1 minuto d'arco e un'efficiente risoluzione spettrale per il redshift) per osservare le galassie su delle stesse impostazioni di griglia, ottenendo le stesse informazioni fisiche.

## Ricerca e risultati scientifici
- Un'osservazione da parte dell'INAF di 69 galassie con una risoluzione spettrale di circa 1000 al ha dimostrato che nelle galassie più antiche (ellittiche e lenticolari) l'età media delle stelle diminuisce andando dall'esterno verso le regioni intermedie, per poi crescere con maggior gravità verso il centro. In base a ciò si ritiene che le regioni interne di queste galassie contengano stelle formate in situ, in un processo che si arresta progressivamente con il tempo andando verso il centro, come in caso di collasso gravitazionale del gas; nel caso, invece, di galassie con maggiore gravità si hanno altri meccanismi (come la crescita di buchi neri) che provocano la formazione di stelle e l'inversione di età osservata.[2]